# 洛林 (伊利諾伊州)
洛林（英語：Loraine）是位於美國伊利諾伊州亞當斯縣的一個村落。

## 地理
洛林的座標為40°09′07″N 91°13′25″W / 40.15194°N 91.22361°W，而該地最高點為海拔高度195米（即640英尺）。

## 人口
根據2010年美國人口普查的數據，洛林的面積為2.20平方千米，均為陸地。當地共有人口313人，而人口密度為每平方千米142人。